# Špelca
Špelca je  / žensko osebno ime.

## Izvor imena
Ime Špelca je različica imena Špela

## Pogostost imena
Po podatkih Statističnega urada Republike Slovenije je bilo na dan 31. decembra 2007 v Sloveniji število ženskih oseb z imenom Špelca: 112. Med vsemi ženskimi imeni pa je ime Špelca po pogostosti uporabe uvrščeno na 553. mesto.

## Osebni praznik
V koledarju je ime Špelca uvrščeno k imenu Elizabeta, god praznuje 5. ali pa 17. novembra.